# Earias tristrigosa
Earias tristrigosa är en fjärilsart som beskrevs av Butler 1881. Earias tristrigosa ingår i släktet Earias och familjen trågspinnare. Inga underarter finns listade i Catalogue of Life.

## Bildgalleri

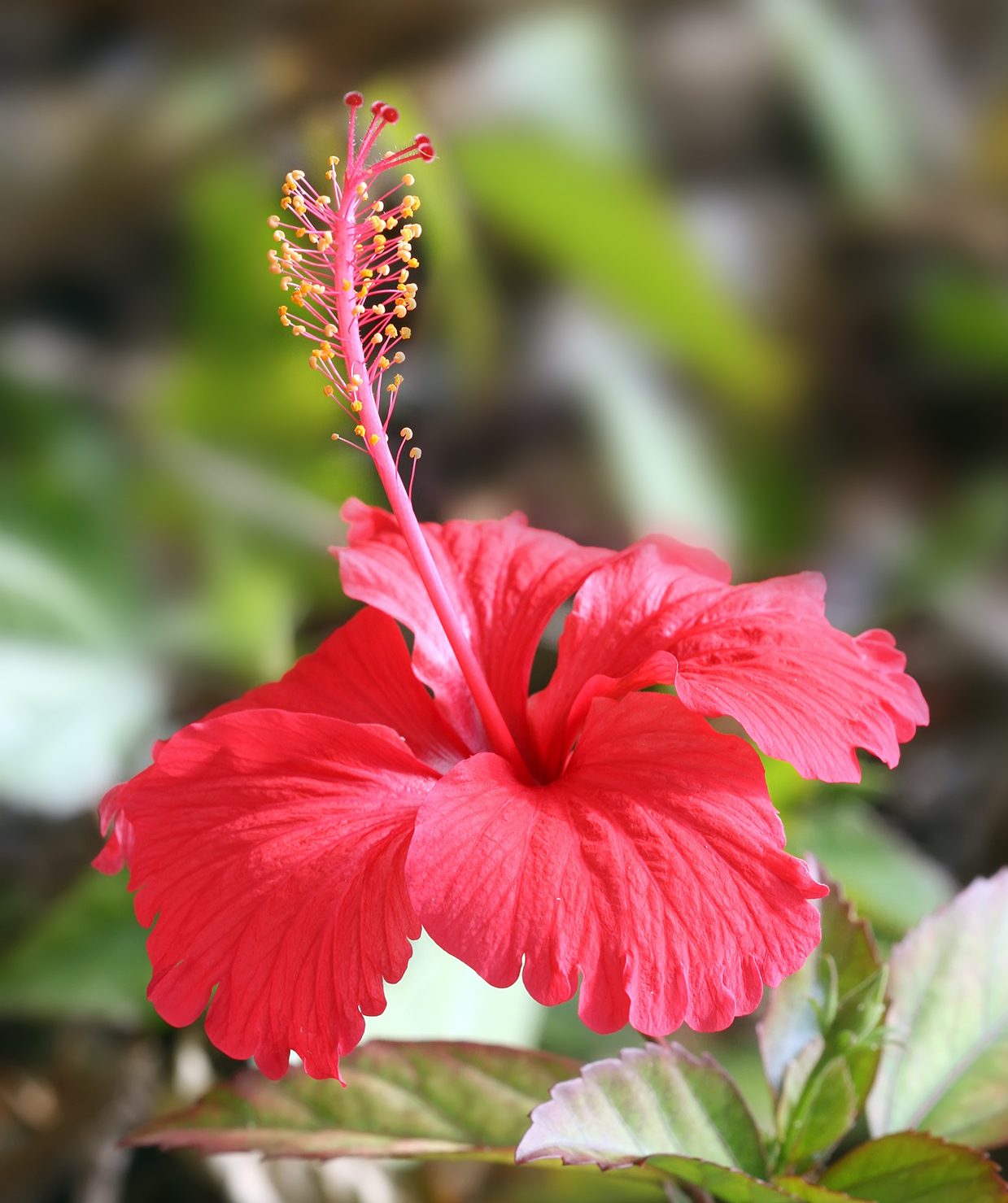